# Хоккей с шайбой на зимних Олимпийских играх 2018 (мужчины)
Мужской хоккейный турнир на зимних Олимпийских играх 2018 года прошёл с 14 по 25 февраля в Пхёнчхане, Республика Корея. Матчи турнира проходили в Хоккейном центре Каннын и на Спортивной арене Университета Квандон. В соревновании приняли участие 8 лучших команд согласно рейтингу ИИХФ-2016, составленному после чемпионата мира 2016, страна-хозяйка Республика Корея и 3 команды, победившие в своих группах в финальном этапе квалификации.
Впервые с 1994 года турнир прошёл без участия игроков НХЛ.
Сборная России впервые за 26 лет завоевала золотые медали, одолев в финале сборную Германии со счётом 4:3 в овертайме. Тем не менее МОК не признал победу сборной России, так как выступала сборная Олимпийских спортсменов из России без национального флага, поэтому формально сборная России ни разу не завоёвывала олимпийское золото. Международная федерация хоккея с шайбой, в свою очередь, признала победу в хоккейном турнире Олимпийских игр за сборной России, засчитав максимальное количество рейтинговых очков (1200) российской сборной, которые учитываются при составлении мирового рейтинга мужских сборных по хоккею.

## Медалисты
| Золото | Серебро | Бронза |
| Олимпийские спортсмены из России Сергей Андронов Александр Барабанов Вячеслав Войнов Владислав Гавриков Михаил Григоренко Никита Гусев Павел Дацюк Артём Зуб Андрей Зубарев Илья Каблуков Сергей Калинин Кирилл Капризов Богдан Киселевич Илья Ковальчук Василий Кошечкин Алексей Марченко Сергей Мозякин Никита Нестеров Николай Прохоркин Илья Сорокин Иван Телегин Игорь Шестёркин Вадим Шипачёв Сергей Широков Егор Яковлев | Германия Синан Акдаг · Данни Аус ден Биркен · Дэрил Бойл · Давид Вольф · Марцель Гоч · Янник Зайденберг · Доминик Кахун · Маркус Кинк · Бьорн Крупп · Франк Мауэр · Брукс Мэйсек · Йонас Мюллер · Мориц Мюллер · Марцель Нёбельс · Тимо Пильмайер · Маттиас Плахта · Леонард Пфедерль · Патрик Раймер · Геррит Фаузер · Патрик Хагер · Франк Хёрдлер · Феликс Шютц · Деннис Эндарс · Язин Элиц · Кристиан Эрхофф | Канада Карл Столлери · Крис Ли · Чарльз Геноуэй · Жильбер Брюле · Войтек Вольски · Дерек Рой · Крис Келли · Роб Клинкхаммер · Брэндон Козун · Куинтон Хауден · Рене Бурк · Марк-Андре Граньяни · Эндрю Эббетт · Мэйсон Рэймонд · Эрик О’Делл · Стефан Эллиотт · Коди Голубеф · Бен Скривенс · Кевин Пулен · Джастин Питерс · Мэт Робинсон · Максим Лапьер · Максим Норо · Линден Вей · Кристиан Томас |

## Квалификация
| Турнир | Дата                        | Место проведения                                              | Мест | Команды                                                     |
| --- | --------------------------- | ------------------------------------------------------------- | ---- | ----------------------------------------------------------- |
| Страна-хозяйка | 19 сентября 2014 года       | Тенерифе                                                      | 1    | Республика Корея                                            |
| Мировой рейтинг ИИХФ 2015 Включает в себя следующие события: Чемпионат мира 2012 Чемпионат мира 2013 Зимние Олимпийские игры 2014 Чемпионат мира 2014 Чемпионат мира 2015 | 2 апреля 2012 — 17 мая 2015 | Хельсинки и Стокгольм и Хельсинки Сочи Минск Прага и Острава^ | 8    | Канада Россия Швеция Финляндия США Чехия Швейцария Словакия |
| Финальный квалификационный турнир 1 | 1 — 4 сентября 2016 года    | Минск                                                         | 1    | Словения                                                    |
| Финальный квалификационный турнир 2 | 1 — 4 сентября 2016 года    | Рига                                                          | 1    | Германия                                                    |
| Финальный квалификационный турнир 3 | 1 — 4 сентября 2016 года    | Осло                                                          | 1    | Норвегия                                                    |
| Всего |                             |                                                               | 12   |                                                             |

^ — Результаты чемпионата мира 2015, который прошёл в Чехии, имеют наибольший вес в рейтинге.

## Судьи
ИИХФ утвердила 14 главных и 14 линейных судей для обслуживания матчей мужского хоккейного турнира Олимпийских игр 2018 года.
| Главные судьи - Марк Лемелин - Оливье Гуен - Бретт Айверсон - Ян Грибик - Антонин Ержабек - Алекси Рантала - Ансси Салонен - Роман Гофман - Константин Оленин - Даниэль Штрикер - Тобиас Верли - Йозеф Кубуш - Линус Элунд - Тимоти Майер | Линейные судьи - Натан Ваностен - Вит Ледерер - Мирослав Лгоцкий - Ханну Сормунен - Сакари Суоминен - Лукас Кохмюллер - Глеб Лазарев - Александр Отмахов - Николас Флури - Роман Кадерли - Джимми Дахмен - Хенрик Пихллад - Фрейзер Макинтайр - Джадсон Риттер |

## Предварительный раунд
12 команд распределены на 3 группы по 4 команды, в зависимости от рейтинга. Сборная Республики Корея автоматически отобралась на турнир как хозяйка турнира.
|  | Команды, выходящие в четвертьфинал                              |
|  | Команды, выходящие в квалификацию плей-офф                      |
|  | Команда, вышедшая в четвертьфинал по дополнительным показателям |

### Группа A
| М | Сборная          | И | В | ВО | ПО | П | ШЗ | ШП | РШ  | О |
| - | ---------------- | - | - | -- | -- | - | -- | -- | --- | - |
| 1 | Чехия            | 3 | 2 | 1  | 0  | 0 | 9  | 4  | +5  | 8 |
| 2 | Канада           | 3 | 2 | 0  | 1  | 0 | 11 | 4  | +7  | 7 |
| 3 | Швейцария        | 3 | 1 | 0  | 0  | 2 | 10 | 9  | +1  | 3 |
| 4 | Республика Корея | 3 | 0 | 0  | 0  | 3 | 1  | 14 | -13 | 0 |

Время местное (UTC+9).
| 15 февраля 2018 21:10 | Чехия | 2:1 (2:1, 0:0, 0:0) | Республика Корея | Хоккейный центр Каннын Зрителей: 6025 |

| Отчёт                                                                                               | Отчёт                        | Отчёт                                     | Отчёт                     | Отчёт                                                                          |
| --------------------------------------------------------------------------------------------------- | ---------------------------- | ----------------------------------------- | ------------------------- | ------------------------------------------------------------------------------ |
| |                              |                                           |                           |                                                                                |
| | Павел Францоуз — 00:00-60:00 | Вратари                                   | 00:00-58:57 — Мэтт Далтон | Судьи: Марк Лемелин Линус Элунд Линейные судьи: Хенрик Пихллад Сакари Суоминен |
| | Голы:                        |                                           |                           | Судьи: Марк Лемелин Линус Элунд Линейные судьи: Хенрик Пихллад Сакари Суоминен |
| Ян Коварж (бол.) — 11:59 (М. Ржепик, И. Секач) Михал Ржепик (мен.) — 16:18 (М. Бирнер, П. Францоуз) | 0:1 :1 2:1                   | 07:34 — Чо Мин Хо (Б. Радунске, М. Свифт) |                           | Судьи: Марк Лемелин Линус Элунд Линейные судьи: Хенрик Пихллад Сакари Суоминен |
| |                              |                                           |                           | Судьи: Марк Лемелин Линус Элунд Линейные судьи: Хенрик Пихллад Сакари Суоминен |
| |                              |                                           |                           | Судьи: Марк Лемелин Линус Элунд Линейные судьи: Хенрик Пихллад Сакари Суоминен |
| |                              |                                           |                           | Судьи: Марк Лемелин Линус Элунд Линейные судьи: Хенрик Пихллад Сакари Суоминен |
| 8 мин                                                                                               | Штраф                        | 6 мин                                     |                           | Судьи: Марк Лемелин Линус Элунд Линейные судьи: Хенрик Пихллад Сакари Суоминен |
| |                              |                                           |                           |                                                                                |
| | 40                           | Броски                                    | 18                        |                                                                                |

| 15 февраля 2018 21:10 | Швейцария | 1:5 (0:2, 0:2, 1:1) | Канада | Квандон Хоккей Центр Зрителей: 2802 |

| Отчёт                                               | Отчёт                                                                             | Отчёт | Отчёт                      | Отчёт                                                                                    |
| --------------------------------------------------- | --------------------------------------------------------------------------------- | --- | -------------------------- | ---------------------------------------------------------------------------------------- |
|                                                     |                                                                                   | |                            |                                                                                          |
|                                                     | Леонардо Дженони — 00:00-25:52 Йонас Хиллер — 25:52-47:20 47:33-54:10 54:53-60:00 | Вратари | 00:00-60:00 — Бен Скривенс | Судьи: Антонин Ержабек Константин Оленин Линейные судьи: Джимми Дахмен Александр Отмахов |
|                                                     | Голы:                                                                             | |                            | Судьи: Антонин Ержабек Константин Оленин Линейные судьи: Джимми Дахмен Александр Отмахов |
| Симон Мозер (бол.) — 47:33 (Т. Рюфенахт, А. Амбюль) | 0:1 0:2 0:3 0:4 1:4 1:5                                                           | 02:57 — Рене Бурк (К. Ли, Д. Рой) 07:30 — Максим Норо (бол.) (К. Ли, Д. Рой) 25:00 — Рене Бурк (бол.) (Д. Рой) 25:52 — Войтек Вольский (М. Норо) 54:53 — Войтек Вольский (п.в.) (К. Келли, Э. Эббет) |                            | Судьи: Антонин Ержабек Константин Оленин Линейные судьи: Джимми Дахмен Александр Отмахов |
|                                                     |                                                                                   | |                            | Судьи: Антонин Ержабек Константин Оленин Линейные судьи: Джимми Дахмен Александр Отмахов |
|                                                     |                                                                                   | |                            | Судьи: Антонин Ержабек Константин Оленин Линейные судьи: Джимми Дахмен Александр Отмахов |
|                                                     |                                                                                   | |                            | Судьи: Антонин Ержабек Константин Оленин Линейные судьи: Джимми Дахмен Александр Отмахов |
| 6 мин                                               | Штраф                                                                             | 6 мин |                            | Судьи: Антонин Ержабек Константин Оленин Линейные судьи: Джимми Дахмен Александр Отмахов |
|                                                     |                                                                                   | |                            |                                                                                          |
|                                                     | 29                                                                                | Броски | 28                         |                                                                                          |

| 17 февраля 2018 12:10 | Канада | 2:3 (Б) (2:1, 0:1, 0:0: 0:0, 0:1) | Чехия | Хоккейный центр Каннын Зрителей: 6731 |

| Отчёт | Отчёт                        | Отчёт | Отчёт                        | Отчёт                                                                         |
| --- | ---------------------------- | --- | ---------------------------- | ----------------------------------------------------------------------------- |
| |                              | |                              |                                                                               |
| | Бен Скривенс — 00:00-65:00   | Вратари | 00:00-65:00 — Павел Францоуз | Судьи: Роман Гофман Ансси Салонен Линейные судьи: Глеб Лазарев Джадсон Риттер |
| | Голы:                        | |                              | Судьи: Роман Гофман Ансси Салонен Линейные судьи: Глеб Лазарев Джадсон Риттер |
| Мэйсон Рэймонд (бол.) — 01:13 (Л. Вей, М.-А. Граньяни) Рене Бурк (бол.) — 13:30 (М. Норо, Ж. Брюле) Максим Лапьер Войтек Вольски Дерек Рой Рене Бурк Максим Норо | 1:0 1:1 2:1 2:2 2:3 Буллиты: | 06:52 — Доминик Кубалик 20:25 — Михал Йордан (М. Бирнер, Р. Горак) 65:00 — Ян Коварж (поб. бул.) Мартин Ружичка Петр Коукал Ян Коварж Роман Червенка |                              | Судьи: Роман Гофман Ансси Салонен Линейные судьи: Глеб Лазарев Джадсон Риттер |
| |                              | |                              | Судьи: Роман Гофман Ансси Салонен Линейные судьи: Глеб Лазарев Джадсон Риттер |
| |                              | |                              | Судьи: Роман Гофман Ансси Салонен Линейные судьи: Глеб Лазарев Джадсон Риттер |
| |                              | |                              | Судьи: Роман Гофман Ансси Салонен Линейные судьи: Глеб Лазарев Джадсон Риттер |
| 6 мин | Штраф                        | 10 мин |                              | Судьи: Роман Гофман Ансси Салонен Линейные судьи: Глеб Лазарев Джадсон Риттер |
| |                              | |                              |                                                                               |
| | 33                           | Броски | 21                           |                                                                               |

| 17 февраля 2018 16:40 | Республика Корея | 0:8 (0:1, 0:2, 0:5) | Швейцария | Хоккейный центр Каннын Зрителей: 6568 |

| Отчёт | Отчёт                                               | Отчёт | Отчёт                      | Отчёт                                                                              |
| ----- | --------------------------------------------------- | --- | -------------------------- | ---------------------------------------------------------------------------------- |
|       |                                                     | |                            |                                                                                    |
|       | Мэтт Далтон — 00:00-45:17 Пак Сун Дже — 45:17-60:00 | Вратари | 00:00-60:00 — Йонас Хиллер | Судьи: Ян Грибик Алекси Рантала Линейные судьи: Мирослав Лхоцкий Фрейзер Макинтайр |
|       | Голы:                                               | |                            | Судьи: Ян Грибик Алекси Рантала Линейные судьи: Мирослав Лхоцкий Фрейзер Макинтайр |
|       | 0:1 0:2 0:3 0:4 0:5 0:6 0:7 0:8                     | 10:23 — Денис Холленштайн (Г. Хас, Р. Лёффель) 27:36 — Фелисьен дю Буа 35:55 — Пиус Зутер (Ф. Херцог) 43:50 — Томас Рюфенахт (Р. Унтерзандер, К. Элмонд) 45:17 — Пиус Зутер (А. Амбюль, С. Мозер) 46:45 — Рето Шеппи (К. Элмонд, П. Геринг) 51:24 — Пиус Зутер (П. Геринг, А. Амбюль) 55:10 — Энцо Корви (Г. Хофман, Ф. дю Буа) |                            | Судьи: Ян Грибик Алекси Рантала Линейные судьи: Мирослав Лхоцкий Фрейзер Макинтайр |
|       |                                                     | |                            | Судьи: Ян Грибик Алекси Рантала Линейные судьи: Мирослав Лхоцкий Фрейзер Макинтайр |
|       |                                                     | |                            | Судьи: Ян Грибик Алекси Рантала Линейные судьи: Мирослав Лхоцкий Фрейзер Макинтайр |
|       |                                                     | |                            | Судьи: Ян Грибик Алекси Рантала Линейные судьи: Мирослав Лхоцкий Фрейзер Макинтайр |
| 8 мин | Штраф                                               | 10 мин |                            | Судьи: Ян Грибик Алекси Рантала Линейные судьи: Мирослав Лхоцкий Фрейзер Макинтайр |
|       |                                                     | |                            |                                                                                    |
|       | 25                                                  | Броски | 34                         |                                                                                    |

| 18 февраля 2018 16:40 | Чехия | 4:1 (1:1, 0:0, 3:0) | Швейцария | Хоккейный центр Каннын Зрителей: 6137 |

| Отчёт | Отчёт                        | Отчёт                                        | Отчёт                                              | Отчёт                                                                                 |
| --- | ---------------------------- | -------------------------------------------- | -------------------------------------------------- | ------------------------------------------------------------------------------------- |
| |                              |                                              |                                                    |                                                                                       |
| | Павел Францоуз — 00:00-60:00 | Вратари                                      | 00:00-56:38 — Йонас Хиллер 58:40-58:54 59:11-60:00 | Судьи: Бретт Айверсон Константин Оленин Линейные судьи: Джадсон Риттер Натан Ваностен |
| | Голы:                        |                                              |                                                    | Судьи: Бретт Айверсон Константин Оленин Линейные судьи: Джадсон Риттер Натан Ваностен |
| Михал Ржепик (бол.) — 07:09 (М. Эрат, Р. Горак) Доминик Кубалик — 43:02 (Я. Коварж, Я. Коларж) Роман Червенка — 58:40 (п.в.) (Я. Коларж) Михал Ржепик (п.в.) — 59:11 (М. Бирнер, Я. Накладал) | 1:0 1:1 2:1 3:1 4:1          | 14:47 — Томас Рюфенахт (А. Амбюль, П. Зутер) |                                                    | Судьи: Бретт Айверсон Константин Оленин Линейные судьи: Джадсон Риттер Натан Ваностен |
| |                              |                                              |                                                    | Судьи: Бретт Айверсон Константин Оленин Линейные судьи: Джадсон Риттер Натан Ваностен |
| |                              |                                              |                                                    | Судьи: Бретт Айверсон Константин Оленин Линейные судьи: Джадсон Риттер Натан Ваностен |
| |                              |                                              |                                                    | Судьи: Бретт Айверсон Константин Оленин Линейные судьи: Джадсон Риттер Натан Ваностен |
| 10 мин | Штраф                        | 2 мин                                        |                                                    | Судьи: Бретт Айверсон Константин Оленин Линейные судьи: Джадсон Риттер Натан Ваностен |
| |                              |                                              |                                                    |                                                                                       |
| | 28                           | Броски                                       | 29                                                 |                                                                                       |

| 18 февраля 2018 21:10 | Канада | 4:0 (1:0, 1:0, 2:0) | Республика Корея | Хоккейный центр Каннын Зрителей: 6038 |

| Отчёт | Отчёт                     | Отчёт   | Отчёт                     | Отчёт                                                                        |
| --- | ------------------------- | ------- | ------------------------- | ---------------------------------------------------------------------------- |
| |                           |         |                           |                                                                              |
| | Кевин Пулен — 00:00-60:00 | Вратари | 00:00-60:00 — Мэтт Далтон | Судьи: Йозеф Кубуш Даниэль Штрикер Линейные судьи: Николас Флури Вит Ледерер |
| | Голы:                     |         |                           | Судьи: Йозеф Кубуш Даниэль Штрикер Линейные судьи: Николас Флури Вит Ледерер |
| Кристиан Томас — 07:36 (Ч. Геноуэй, В. Вольский) Эрик О’Делл — 34:22 (М.-А. Граньяни, Р. Клинкхаммер) Максим Лапьер — 43:43 (Д. Рой) Жильбер Брюле (бол.) — 58:02 (К. Ли, Д. Рой) | 1:0 2:0 3:0 4:0           |         |                           | Судьи: Йозеф Кубуш Даниэль Штрикер Линейные судьи: Николас Флури Вит Ледерер |
| |                           |         |                           | Судьи: Йозеф Кубуш Даниэль Штрикер Линейные судьи: Николас Флури Вит Ледерер |
| |                           |         |                           | Судьи: Йозеф Кубуш Даниэль Штрикер Линейные судьи: Николас Флури Вит Ледерер |
| |                           |         |                           | Судьи: Йозеф Кубуш Даниэль Штрикер Линейные судьи: Николас Флури Вит Ледерер |
| 8 мин | Штраф                     | 8 мин   |                           | Судьи: Йозеф Кубуш Даниэль Штрикер Линейные судьи: Николас Флури Вит Ледерер |
| |                           |         |                           |                                                                              |
| | 49                        | Броски  | 19                        |                                                                              |

### Группа B
| М | Сборная                          | И | В | ВО | ПО | П | ШЗ | ШП | РШ | О |
| - | -------------------------------- | - | - | -- | -- | - | -- | -- | -- | - |
| 1 | Олимпийские спортсмены из России | 3 | 2 | 0  | 0  | 1 | 14 | 5  | +9 | 6 |
| 2 | Словения                         | 3 | 0 | 2  | 0  | 1 | 8  | 12 | −4 | 4 |
| 3 | США                              | 3 | 1 | 0  | 1  | 1 | 4  | 8  | −4 | 4 |
| 4 | Словакия                         | 3 | 1 | 0  | 1  | 1 | 6  | 7  | −1 | 4 |

| 14 февраля 2018 21:10 | Словакия | 3:2 (2:2, 0:0, 1:0) | Олимпийские спортсмены из России | Хоккейный центр Каннын Зрителей: 4025 |

| Отчёт | Отчёт                          | Отчёт                                                                                 | Отчёт                                      | Отчёт                                                                             |
| --- | ------------------------------ | ------------------------------------------------------------------------------------- | ------------------------------------------ | --------------------------------------------------------------------------------- |
| |                                |                                                                                       |                                            |                                                                                   |
| | Бранислав Конрад — 00:00-60:00 | Вратари                                                                               | 00:00-58:49 — Василий Кошечкин 59:00-59:06 | Судьи: Бретт Айверсон Алекси Рантала Линейные судьи: Вит Ледерер Натан ван Оостен |
| | Голы:                          |                                                                                       |                                            | Судьи: Бретт Айверсон Алекси Рантала Линейные судьи: Вит Ледерер Натан ван Оостен |
| Петер Олвецки — 16:05 (Д. Граняк) Мартин Бакош — 17:55 Петер Черешняк (бол.) — 48:30 (М. Гашчак, М. Бакош) | 0:1 0:2 1:2 2:2 3:2            | 02:54 — Владислав Гавриков (В. Войнов, С. Широков) 04:08 — Кирилл Капризов (Н. Гусев) |                                            | Судьи: Бретт Айверсон Алекси Рантала Линейные судьи: Вит Ледерер Натан ван Оостен |
| |                                |                                                                                       |                                            | Судьи: Бретт Айверсон Алекси Рантала Линейные судьи: Вит Ледерер Натан ван Оостен |
| |                                |                                                                                       |                                            | Судьи: Бретт Айверсон Алекси Рантала Линейные судьи: Вит Ледерер Натан ван Оостен |
| |                                |                                                                                       |                                            | Судьи: Бретт Айверсон Алекси Рантала Линейные судьи: Вит Ледерер Натан ван Оостен |
| 12 мин | Штраф                          | 10 мин                                                                                |                                            | Судьи: Бретт Айверсон Алекси Рантала Линейные судьи: Вит Ледерер Натан ван Оостен |
| |                                |                                                                                       |                                            |                                                                                   |
| | 19                             | Броски                                                                                | 22                                         |                                                                                   |

| 14 февраля 2018 21:10 | США | 2:3 (OT) (1:0, 1:0, 0:2, 0:1) | Словения | Квандон Хоккей Центр Зрителей: 3348 |

| Отчёт                                                                                       | Отчёт                         | Отчёт | Отчёт                        | Отчёт                                                                           |
| ------------------------------------------------------------------------------------------- | ----------------------------- | --- | ---------------------------- | ------------------------------------------------------------------------------- |
|                                                                                             |                               | |                              |                                                                                 |
|                                                                                             | Райан Запольски — 00:00-60:38 | Вратари | 00:00-60:38 — Гашпер Крошель | Судьи: Ян Грибик Ансси Салонен Линейные судьи: Роман Кадерли Лукас Кёхельмюллер |
|                                                                                             | Голы:                         | |                              | Судьи: Ян Грибик Ансси Салонен Линейные судьи: Роман Кадерли Лукас Кёхельмюллер |
| Брайан О'Нил — 17:44 (Г. Роу, Р. Донато) Джордан Гринуэй — 35:27 (Б. О'Нил, Б. Санджинетти) | 1:0 2:0 2:1 2:2 2:3           | 45:49 — Ян Урбас (Б. Грегорц, Л. Видмар) 58:23 — Ян Муршак (Б. Грегорц, М. Верлич) 60:38 — Ян Муршак (Р. Тичар, Я. Урбас) |                              | Судьи: Ян Грибик Ансси Салонен Линейные судьи: Роман Кадерли Лукас Кёхельмюллер |
|                                                                                             |                               | |                              | Судьи: Ян Грибик Ансси Салонен Линейные судьи: Роман Кадерли Лукас Кёхельмюллер |
|                                                                                             |                               | |                              | Судьи: Ян Грибик Ансси Салонен Линейные судьи: Роман Кадерли Лукас Кёхельмюллер |
|                                                                                             |                               | |                              | Судьи: Ян Грибик Ансси Салонен Линейные судьи: Роман Кадерли Лукас Кёхельмюллер |
| 6 мин                                                                                       | Штраф                         | 6 мин |                              | Судьи: Ян Грибик Ансси Салонен Линейные судьи: Роман Кадерли Лукас Кёхельмюллер |
|                                                                                             |                               | |                              |                                                                                 |
|                                                                                             | 36                            | Броски | 25                           |                                                                                 |

| 16 февраля 2018 12:10 | США | 2:1 (1:1, 0:0, 1:0) | Словакия | Хоккейный центр Каннын Зрителей: 5652 |

| Отчёт                                                                                               | Отчёт                         | Отчёт                                           | Отчёт                 | Отчёт                                                                           |
| --------------------------------------------------------------------------------------------------- | ----------------------------- | ----------------------------------------------- | --------------------- | ------------------------------------------------------------------------------- |
| |                               |                                                 |                       |                                                                                 |
| | Райан Запольски — 00:00-60:00 | Вратари                                         | 00:00-59:22 — Ян Лацо | Судьи: Оливье Гуен Тобиас Верли Линейные судьи: Николас Флури Александр Отмахов |
| | Голы:                         |                                                 |                       | Судьи: Оливье Гуен Тобиас Верли Линейные судьи: Николас Флури Александр Отмахов |
| Райан Донато (бол.) — 07:10 (Т. Терри, К. Бурк) Райан Донато (бол.) — 42:51 (М. Аркобелло, К. Бурк) | 1:0 1:1 2:1                   | 07:35 — Андрей Кудрна (Т. Суровы, М. Чайковски) |                       | Судьи: Оливье Гуен Тобиас Верли Линейные судьи: Николас Флури Александр Отмахов |
| |                               |                                                 |                       | Судьи: Оливье Гуен Тобиас Верли Линейные судьи: Николас Флури Александр Отмахов |
| |                               |                                                 |                       | Судьи: Оливье Гуен Тобиас Верли Линейные судьи: Николас Флури Александр Отмахов |
| |                               |                                                 |                       | Судьи: Оливье Гуен Тобиас Верли Линейные судьи: Николас Флури Александр Отмахов |
| 4 мин                                                                                               | Штраф                         | 10 мин                                          |                       | Судьи: Оливье Гуен Тобиас Верли Линейные судьи: Николас Флури Александр Отмахов |
| |                               |                                                 |                       |                                                                                 |
| | 31                            | Броски                                          | 22                    |                                                                                 |

| 16 февраля 2018 16:40 | Олимпийские спортсмены из России | 8:2 (2:0, 4:1, 2:1) | Словения | Хоккейный центр Каннын Зрителей: 6018 |

| Отчёт | Отчёт                                                     | Отчёт                                                                    | Отчёт                      | Отчёт                                                                              |
| --- | --------------------------------------------------------- | ------------------------------------------------------------------------ | -------------------------- | ---------------------------------------------------------------------------------- |
| |                                                           |                                                                          |                            |                                                                                    |
| | Василий Кошечкин — 00:00-40:00 Илья Сорокин — 40:00-60:00 | Вратари                                                                  | 00:00-60:00 — Лука Грачнар | Судьи: Марк Лемелин Даниэль Штрикер Линейные судьи: Лукас Кохмюллер Ханну Сормунен |
| | Голы:                                                     |                                                                          |                            | Судьи: Марк Лемелин Даниэль Штрикер Линейные судьи: Лукас Кохмюллер Ханну Сормунен |
| Сергей Мозякин (бол.) — 18:23 (П. Дацюк, Н. Гусев) Илья Ковальчук — 18:45 (Е. Яковлев, С. Андронов) Александр Барабанов (бол.) — 26:00 (М. Григоренко, С. Калинин) Илья Каблуков — 28:48 (И. Ковальчук, А. Зуб) Кирилл Капризов — 30:02 (Н. Гусев, Б. Киселевич) Илья Ковальчук — 37:16 (С. Калинин, С. Андронов) Кирилл Капризов — 41:15 (П. Дацюк, Б. Киселевич) Кирилл Капризов — 47:12 (А. Зуб, Н. Гусев) | 1:0 2:0 3:0 4:0 5:0 5:1 6:1 7:1 8:1 8:2                   | 33:31 — Ян Муршак (М. Верлич, А. Куралт) 59:27 — Жига Панце (Р. Саболич) |                            | Судьи: Марк Лемелин Даниэль Штрикер Линейные судьи: Лукас Кохмюллер Ханну Сормунен |
| |                                                           |                                                                          |                            | Судьи: Марк Лемелин Даниэль Штрикер Линейные судьи: Лукас Кохмюллер Ханну Сормунен |
| |                                                           |                                                                          |                            | Судьи: Марк Лемелин Даниэль Штрикер Линейные судьи: Лукас Кохмюллер Ханну Сормунен |
| |                                                           |                                                                          |                            | Судьи: Марк Лемелин Даниэль Штрикер Линейные судьи: Лукас Кохмюллер Ханну Сормунен |
| 8 мин | Штраф                                                     | 6 мин                                                                    |                            | Судьи: Марк Лемелин Даниэль Штрикер Линейные судьи: Лукас Кохмюллер Ханну Сормунен |
| |                                                           |                                                                          |                            |                                                                                    |
| | 34                                                        | Броски                                                                   | 15                         |                                                                                    |

| 17 февраля 2018 21:10 | Олимпийские спортсмены из России | 4:0 (1:0, 2:0, 1:0) | США | Хоккейный центр Каннын Зрителей: 6473 |

| Отчёт | Отчёт                          | Отчёт   | Отчёт                         | Отчёт                                                                    |
| --- | ------------------------------ | ------- | ----------------------------- | ------------------------------------------------------------------------ |
| |                                |         |                               |                                                                          |
| | Василий Кошечкин — 00:00-60:00 | Вратари | 00:00-60:00 — Райан Запольски | Судьи: Йозеф Кубуш Линус Элунд Линейные судьи: Вит Ледерер Николас Флури |
| | Голы:                          |         |                               | Судьи: Йозеф Кубуш Линус Элунд Линейные судьи: Вит Ледерер Николас Флури |
| Николай Прохоркин — 07:21 (С. Мозякин, А. Барабанов) Николай Прохоркин — 22:14 (С. Широков, С. Мозякин) Илья Ковальчук — 39:59 (С. Андронов) Илья Ковальчук — 40:28 (В. Войнов, С. Андронов) | 1:0 2:0 3:0 4:0                |         |                               | Судьи: Йозеф Кубуш Линус Элунд Линейные судьи: Вит Ледерер Николас Флури |
| |                                |         |                               | Судьи: Йозеф Кубуш Линус Элунд Линейные судьи: Вит Ледерер Николас Флури |
| |                                |         |                               | Судьи: Йозеф Кубуш Линус Элунд Линейные судьи: Вит Ледерер Николас Флури |
| |                                |         |                               | Судьи: Йозеф Кубуш Линус Элунд Линейные судьи: Вит Ледерер Николас Флури |
| 10 мин | Штраф                          | 10 мин  |                               | Судьи: Йозеф Кубуш Линус Элунд Линейные судьи: Вит Ледерер Николас Флури |
| |                                |         |                               |                                                                          |
| | 26                             | Броски  | 29                            |                                                                          |

| 17 февраля 2018 21:10 | Словения | 3:2 (Б) (0:0, 2:1, 0:1, 0:0, 1:0) | Словакия | Квандон Хоккей Центр Зрителей: 4085 |

| Отчёт | Отчёт                        | Отчёт                                                                                               | Отчёт                          | Отчёт                                                                              |
| --- | ---------------------------- | --------------------------------------------------------------------------------------------------- | ------------------------------ | ---------------------------------------------------------------------------------- |
| |                              | |                                |                                                                                    |
| | Гашпер Крошель — 00:00-65:00 | Вратари                                                                                             | 00:00-65:00 — Бранислав Конрад | Судьи: Антонин Ержабек Тимоти Майер Линейные судьи: Ханну Сормунен Сакари Суоминен |
| | Голы:                        | |                                | Судьи: Антонин Ержабек Тимоти Майер Линейные судьи: Ханну Сормунен Сакари Суоминен |
| Блаж Грегорц (бол.) — 21:00 (Я. Муршак, А. Куралт) Анже Куралт (бол.) — 24:16 (Я. Муршак, Б. Грегорц) Жига Еглич (поб. бул.) — 65:00 | 1:0 2:0 2:1 2:2 3:2          | 35:43 — Милош Бубела (бол.) (П. Черешняк, Д. Граняк) 45:56 — Марцел Гашчак (Д. Граняк, П. Черешняк) |                                | Судьи: Антонин Ержабек Тимоти Майер Линейные судьи: Ханну Сормунен Сакари Суоминен |
| |                              | |                                | Судьи: Антонин Ержабек Тимоти Майер Линейные судьи: Ханну Сормунен Сакари Суоминен |
| |                              | |                                | Судьи: Антонин Ержабек Тимоти Майер Линейные судьи: Ханну Сормунен Сакари Суоминен |
| |                              | |                                | Судьи: Антонин Ержабек Тимоти Майер Линейные судьи: Ханну Сормунен Сакари Суоминен |
| 4 мин | Штраф                        | 8 мин                                                                                               |                                | Судьи: Антонин Ержабек Тимоти Майер Линейные судьи: Ханну Сормунен Сакари Суоминен |
| |                              | |                                |                                                                                    |
| | 30                           | Броски                                                                                              | 25                             |                                                                                    |

### Группа C
| М | Сборная   | И | В | ВО | ПО | П | ШЗ | ШП | РШ | О |
| - | --------- | - | - | -- | -- | - | -- | -- | -- | - |
| 1 | Швеция    | 3 | 3 | 0  | 0  | 0 | 8  | 1  | +7 | 9 |
| 2 | Финляндия | 3 | 2 | 0  | 0  | 1 | 11 | 6  | +5 | 6 |
| 3 | Германия  | 3 | 0 | 1  | 0  | 2 | 4  | 7  | −3 | 2 |
| 4 | Норвегия  | 3 | 0 | 0  | 1  | 2 | 2  | 11 | −9 | 1 |

Время местное (UTC+9).
| 15 февраля 2018 12:10 | Финляндия | 5:2 (2:1, 2:0, 1:1) | Германия | Хоккейный центр Каннын Зрителей: 3695 |

| Отчёт | Отчёт                        | Отчёт                                                                  | Отчёт                              | Отчёт                                                                       |
| --- | ---------------------------- | ---------------------------------------------------------------------- | ---------------------------------- | --------------------------------------------------------------------------- |
| |                              |                                                                        |                                    |                                                                             |
| | Микко Коскинен — 00:00-60:00 | Вратари                                                                | 00:00-60:00 — Данни аус ден Биркен | Судьи: Оливье Гуин Йозеф Кубус Линейные судьи: Николас Флюри Мирослав Лёцки |
| | Голы:                        |                                                                        |                                    | Судьи: Оливье Гуин Йозеф Кубус Линейные судьи: Николас Флюри Мирослав Лёцки |
| Сами Лепистё (бол.) — 03:13 (П. Контиола, Э. Толванен) Мика Пюёряля — 15:30 (Я. Лаюнен, С. Маннинен) Ээли Толванен (бол.) — 37:22 (Т. Хартикайнен, Й. Кемппайнен) Лассе Кукконен — 38:43 (П. Контиола, Э. Толванен) Йоонас Кемппайнен (бол.) — 52:48 (Э. Толванен, С. Леписто) | 1:0 1:1 2:1 3:1 4:1 4:2 5:2  | 08:44 — Брукс Мацек (бол.) (К. Эрхофф, Д. Вольф) 41:51 — Франк Хёрдлер |                                    | Судьи: Оливье Гуин Йозеф Кубус Линейные судьи: Николас Флюри Мирослав Лёцки |
| |                              |                                                                        |                                    | Судьи: Оливье Гуин Йозеф Кубус Линейные судьи: Николас Флюри Мирослав Лёцки |
| |                              |                                                                        |                                    | Судьи: Оливье Гуин Йозеф Кубус Линейные судьи: Николас Флюри Мирослав Лёцки |
| |                              |                                                                        |                                    | Судьи: Оливье Гуин Йозеф Кубус Линейные судьи: Николас Флюри Мирослав Лёцки |
| 10 мин | Штраф                        | 10 мин                                                                 |                                    | Судьи: Оливье Гуин Йозеф Кубус Линейные судьи: Николас Флюри Мирослав Лёцки |
| |                              |                                                                        |                                    |                                                                             |
| | 20                           | Броски                                                                 | 24                                 |                                                                             |

| 15 февраля 2018 16:40 | Норвегия | 0:4 (0:2, 0:0, 0:2) | Швеция | Хоккейный центр Каннын Зрителей: 3961 |

| Отчёт  | Отчёт                     | Отчёт | Отчёт                     | Отчёт                                                                        |
| ------ | ------------------------- | --- | ------------------------- | ---------------------------------------------------------------------------- |
|        |                           | |                           |                                                                              |
|        | Ларс Хауген — 00:00-60:00 | Вратари | 00:00-60:00 — Виктор Фаст | Судьи: Роман Гофман Тобиас Верли Линейные судьи: Глеб Лазарев Джадсон Риттер |
|        | Голы:                     | |                           | Судьи: Роман Гофман Тобиас Верли Линейные судьи: Глеб Лазарев Джадсон Риттер |
|        | 0:1 0:2 0:3 0:4           | 05:29 — Пяр Линдхольм (Л. Умарк, О. Мёллер) 16:46 — Антон Ландер (С. Бертилссон) 48:42 — Деннис Эверберг (Л. Умарк, Ю. Франссон) 49:04 — Микаэль Викстранд (Л. Умарк, Д. Эверберг) |                           | Судьи: Роман Гофман Тобиас Верли Линейные судьи: Глеб Лазарев Джадсон Риттер |
|        |                           | |                           | Судьи: Роман Гофман Тобиас Верли Линейные судьи: Глеб Лазарев Джадсон Риттер |
|        |                           | |                           | Судьи: Роман Гофман Тобиас Верли Линейные судьи: Глеб Лазарев Джадсон Риттер |
|        |                           | |                           | Судьи: Роман Гофман Тобиас Верли Линейные судьи: Глеб Лазарев Джадсон Риттер |
| 14 мин | Штраф                     | 12 мин |                           | Судьи: Роман Гофман Тобиас Верли Линейные судьи: Глеб Лазарев Джадсон Риттер |
|        |                           | |                           |                                                                              |
|        | 17                        | Броски | 27                        |                                                                              |

| 16 февраля 2018 21:10 | Финляндия | 5:1 (1:1, 1:0, 3:0) | Норвегия | Хоккейный центр Каннын Зрителей: 4180 |

| Отчёт | Отчёт                        | Отчёт                                                      | Отчёт                     | Отчёт                                                                           |
| --- | ---------------------------- | ---------------------------------------------------------- | ------------------------- | ------------------------------------------------------------------------------- |
| |                              |                                                            |                           |                                                                                 |
| | Микко Коскинен — 00:00-60:00 | Вратари                                                    | 00:00-60:00 — Ларс Хауген | Судьи: Ян Гржибик Бретт Айверсон Линейные судьи: Джимми Дамен Фрейзер Макинтайр |
| | Голы:                        |                                                            |                           | Судьи: Ян Гржибик Бретт Айверсон Линейные судьи: Джимми Дамен Фрейзер Макинтайр |
| Ээли Толванен (бол.) — 16:36 (С. Лепистё) Ээли Толванен — 25:32 (Ю. Пелтола) Вели-Матти Савинайнен — 42:59 (Я. Коскиранта) Сами Лепистё (бол.) — 47:54 (П. Контиола) Сакари Маннинен — 56:48 (П. Контиола) | 0:1 :1 2:1 3:1 4:1 5:1       | 06:29 — Патрик Торесен (бол.) (Т. Кристиансен, К.А. Олимб) |                           | Судьи: Ян Гржибик Бретт Айверсон Линейные судьи: Джимми Дамен Фрейзер Макинтайр |
| |                              |                                                            |                           | Судьи: Ян Гржибик Бретт Айверсон Линейные судьи: Джимми Дамен Фрейзер Макинтайр |
| |                              |                                                            |                           | Судьи: Ян Гржибик Бретт Айверсон Линейные судьи: Джимми Дамен Фрейзер Макинтайр |
| |                              |                                                            |                           | Судьи: Ян Гржибик Бретт Айверсон Линейные судьи: Джимми Дамен Фрейзер Макинтайр |
| 8 мин | Штраф                        | 12 мин                                                     |                           | Судьи: Ян Гржибик Бретт Айверсон Линейные судьи: Джимми Дамен Фрейзер Макинтайр |
| |                              |                                                            |                           |                                                                                 |
| | 30                           | Броски                                                     | 22                        |                                                                                 |

| 16 февраля 2018 21:10 | Швеция | 1:0 (1:0, 0:0, 0:0) | Германия | Квандон Хоккей Центр Зрителей: 3077 |

| Отчёт                                                 | Отчёт                       | Отчёт   | Отчёт                          | Отчёт                                                                              |
| ----------------------------------------------------- | --------------------------- | ------- | ------------------------------ | ---------------------------------------------------------------------------------- |
|                                                       |                             |         |                                |                                                                                    |
|                                                       | Йонас Энрот — 00:00 - 60:00 | Вратари | 00:00 — 58:26 — Тимо Пильмайер | Судьи: Тимоти Майер Константин Оленин Линейные судьи: Роман Кадерли Натан Ваностен |
|                                                       | Голы:                       |         |                                | Судьи: Тимоти Майер Константин Оленин Линейные судьи: Роман Кадерли Натан Ваностен |
| Виктор Стольберг — 02:00 (П. Закриссон, А. Бергстрём) | 1:0                         |         |                                | Судьи: Тимоти Майер Константин Оленин Линейные судьи: Роман Кадерли Натан Ваностен |
|                                                       |                             |         |                                | Судьи: Тимоти Майер Константин Оленин Линейные судьи: Роман Кадерли Натан Ваностен |
|                                                       |                             |         |                                | Судьи: Тимоти Майер Константин Оленин Линейные судьи: Роман Кадерли Натан Ваностен |
|                                                       |                             |         |                                | Судьи: Тимоти Майер Константин Оленин Линейные судьи: Роман Кадерли Натан Ваностен |
| 10 мин                                                | Штраф                       | 6 мин   |                                | Судьи: Тимоти Майер Константин Оленин Линейные судьи: Роман Кадерли Натан Ваностен |
|                                                       |                             |         |                                |                                                                                    |
|                                                       | 26                          | Броски  | 28                             |                                                                                    |

| 18 февраля 2018 12:10 | Германия | 2:1 (Б) (0:0, 1:0, 0:1, 0:0, 1:0) | Норвегия | Хоккейный центр Каннын Зрителей: 5534 |

| Отчёт | Отчёт                              | Отчёт | Отчёт                     | Отчёт                                                                             |
| --- | ---------------------------------- | --- | ------------------------- | --------------------------------------------------------------------------------- |
| |                                    | |                           |                                                                                   |
| | Данни аус ден Биркен — 00:00-65:00 | Вратари                                                                                                   | 00:00-65:00 — Ларс Хауген | Судьи: Марк Лемелин Ансси Салонен Линейные судьи: Джимми Дахмен Александр Отмахов |
| | Голы:                              | |                           | Судьи: Марк Лемелин Ансси Салонен Линейные судьи: Джимми Дахмен Александр Отмахов |
| Патрик Хагер (бол.) — 32:53 (Д. Кахун, Б. Мацек) Патрик Хагер (поб. бул.) — 65:00 Патрик Хагер Маттиас Плахта Доминик Кахун | 1:0 1:1 2:1 Буллиты:               | 45:19 — Александр Рейхенберг (Ю. Холёс, А. Бастиансен) Андерс Бастиансен Александр Рейхенберг Матис Олимб |                           | Судьи: Марк Лемелин Ансси Салонен Линейные судьи: Джимми Дахмен Александр Отмахов |
| |                                    | |                           | Судьи: Марк Лемелин Ансси Салонен Линейные судьи: Джимми Дахмен Александр Отмахов |
| |                                    | |                           | Судьи: Марк Лемелин Ансси Салонен Линейные судьи: Джимми Дахмен Александр Отмахов |
| |                                    | |                           | Судьи: Марк Лемелин Ансси Салонен Линейные судьи: Джимми Дахмен Александр Отмахов |
| 10 мин | Штраф                              | 55 мин |                           | Судьи: Марк Лемелин Ансси Салонен Линейные судьи: Джимми Дахмен Александр Отмахов |
| |                                    | |                           |                                                                                   |
| | 38                                 | Броски | 29                        |                                                                                   |

| 18 февраля 2018 21:10 | Швеция | 3:1 (1:0, 0:1, 2:0) | Финляндия | Квандон Хоккей Центр Зрителей: 3861 |

| Отчёт | Отчёт                     | Отчёт                                               | Отчёт                                                | Отчёт                                                                            |
| --- | ------------------------- | --------------------------------------------------- | ---------------------------------------------------- | -------------------------------------------------------------------------------- |
| |                           |                                                     |                                                      |                                                                                  |
| | Виктор Фаст — 00:00-60:00 | Вратари                                             | 00:00-57:52 — Микко Коскинен 58:40-58:51 59:55-60:00 | Судьи: Оливье Гуен Антонин Ержабек Линейные судьи: Роман Кадерли Лукас Кохмюллер |
| | Голы:                     |                                                     |                                                      | Судьи: Оливье Гуен Антонин Ержабек Линейные судьи: Роман Кадерли Лукас Кохмюллер |
| Антон Ландер — 14:53 (Л. Умарк, В. Фаст) Патрик Закриссон — 48:53 (Ю. Франссон) Оскар Мёллер (бол.)(п.в.) — 59:55 (Л. Умарк) | 1:0 1:1 2:1 3:1           | 21:32 — Йоонас Кемппайнен (М. Коивисто, Ю. Юнттила) |                                                      | Судьи: Оливье Гуен Антонин Ержабек Линейные судьи: Роман Кадерли Лукас Кохмюллер |
| |                           |                                                     |                                                      | Судьи: Оливье Гуен Антонин Ержабек Линейные судьи: Роман Кадерли Лукас Кохмюллер |
| |                           |                                                     |                                                      | Судьи: Оливье Гуен Антонин Ержабек Линейные судьи: Роман Кадерли Лукас Кохмюллер |
| |                           |                                                     |                                                      | Судьи: Оливье Гуен Антонин Ержабек Линейные судьи: Роман Кадерли Лукас Кохмюллер |
| 10 мин | Штраф                     | 14 мин                                              |                                                      | Судьи: Оливье Гуен Антонин Ержабек Линейные судьи: Роман Кадерли Лукас Кохмюллер |
| |                           |                                                     |                                                      |                                                                                  |
| | 23                        | Броски                                              | 19                                                   |                                                                                  |

## Плей-офф

### Рейтинг команд перед плей-офф
| М   | Сборная                          | Группа | МГ | О | РШ  | ШЗ | Рейтинг |
| --- | -------------------------------- | ------ | -- | - | --- | -- | ------- |
| 1D  | Швеция                           | C      | 1  | 9 | +7  | 8  | 3       |
| 2D  | Чехия                            | A      | 1  | 8 | +5  | 9  | 6       |
| 3D  | Олимпийские спортсмены из России | B      | 1  | 6 | +9  | 14 | 2       |
| 4D  | Канада                           | A      | 2  | 7 | +7  | 11 | 1       |
| 5D  | Финляндия                        | C      | 2  | 6 | +5  | 11 | 4       |
| 6D  | Словения                         | B      | 2  | 4 | -4  | 8  | 15      |
| 7D  | США                              | B      | 3  | 4 | -4  | 4  | 5       |
| 8D  | Швейцария                        | A      | 3  | 3 | +1  | 10 | 7       |
| 9D  | Германия                         | C      | 3  | 2 | -3  | 4  | 8       |
| 10D | Словакия                         | B      | 4  | 4 | -1  | 6  | 11      |
| 11D | Норвегия                         | C      | 4  | 1 | -9  | 2  | 9       |
| 12D | Республика Корея                 | A      | 4  | 0 | -13 | 1  | 21      |

### Сетка
|  | Квалификация плей-офф | Квалификация плей-офф | Квалификация плей-офф | Квалификация плей-офф | Квалификация плей-офф | Квалификация плей-офф | Квалификация плей-офф | Квалификация плей-офф | Квалификация плей-офф | Квалификация плей-офф |           |   | Четвертьфинал | Четвертьфинал | Четвертьфинал | Четвертьфинал | Четвертьфинал | Четвертьфинал | Четвертьфинал | Четвертьфинал | Четвертьфинал | Четвертьфинал |    |          | Полуфинал         | Полуфинал | Полуфинал | Полуфинал | Полуфинал | Полуфинал | Полуфинал | Полуфинал | Полуфинал | Полуфинал |        |          | Финал    | Финал    | Финал    | Финал    | Финал    | Финал    | Финал    | Финал | Финал | Финал |
|  |                       |                       |                       |                       |                       |                       |                       |                       |                       |                       |           |   |               |               |               |               |               |               |               |               |               |               |    |          |                   |           |           |           |           |           |           |           |           |           |        |          |          |          |          |          |          |          |          |       |       |       |
|  |                       |                       |                       |                       |                       |                       |                       |                       |                       |                       |           |   |               |               |               |               |               |               |               |               |               |               |    |          |                   |           |           |           |           |           |           |           |           |           |        |          |          |          |          |          |          |          |          |       |       |       |
|  | 1D                    | Швеция                | Швеция                | Швеция                | Швеция                | Швеция                | Швеция                | Швеция                | Швеция                | 3                     |           |   |               |               |               |               |               |               |               |               |               |               |    |          |                   |           |           |           |           |           |           |           |           |           |        |          |          |          |          |          |          |          |          |       |       |       |
|  | 1D                    | Швеция                | Швеция                | Швеция                | Швеция                | Швеция                | Швеция                | Швеция                | Швеция                | 3                     |           |   |               |               |               |               |               |               |               |               |               |               |    |          |                   |           |           |           |           |           |           |           |           |           |        |          |          |          |          |          |          |          |          |       |       |       |
|  |                       |                       | 9D                    | Германия              | Германия              | Германия              | Германия              | Германия              | Германия              | Германия              | Германия  | 4 |               |               |               |               |               |               |               |               |               |               |    |          |                   |           |           |           |           |           |           |           |           |           |        |          |          |          |          |          |          |          |          |       |       |       |
|  | 8D                    | Швейцария             | Швейцария             | Швейцария             | Швейцария             | Швейцария             | Швейцария             | Швейцария             | Швейцария             | Германия              | Германия  | 4 | 1             |               |               |               |               |               |               |               |               |               |    |          |                   |           |           |           |           |           |           |           |           |           |        |          |          |          |          |          |          |          |          |       |       |       |
|  | 8D                    | Швейцария             | Швейцария             | Швейцария             | Швейцария             | Швейцария             | Швейцария             | Швейцария             | Швейцария             |                       |           |   | 1             |               |               |               |               |               |               |               |               |               |    |          |                   |           |           |           |           |           |           |           |           |           |        |          |          |          |          |          |          |          |          |       |       |       |
|  | 9D                    | Германия              | Германия              | Германия              | Германия              | Германия              | Германия              | Германия              | Германия              | 2                     |           |   |               |               |               |               |               |               |               |               |               |               |    |          |                   |           |           |           |           |           |           |           |           |           |        |          |          |          |          |          |          |          |          |       |       |       |
|  | 9D                    | Германия              | Германия              | Германия              | Германия              | Германия              | Германия              | Германия              | Германия              | 2                     |           |   |               |               |               |               |               |               |               |               |               |               | 9D | Германия | Германия          | Германия  | Германия  | Германия  | Германия  | Германия  | Германия  | 4         |           |           |        |          |          |          |          |          |          |          |          |       |       |       |
|  |                       |                       |                       |                       |                       |                       |                       |                       |                       |                       |           |   |               |               |               |               |               |               |               |               |               |               | 9D | Германия | Германия          | Германия  | Германия  | Германия  | Германия  | Германия  | Германия  | 4         |           |           |        |          |          |          |          |          |          |          |          |       |       |       |
|  |                       |                       | 4D                    | Канада                | Канада                | Канада                | Канада                | Канада                | Канада                | Канада                | Канада    | 3 |               |               |               |               |               |               |               |               |               |               |    |          |                   |           |           |           |           |           |           |           |           |           |        |          |          |          |          |          |          |          |          |       |       |       |
|  |                       |                       |                       |                       |                       |                       |                       |                       |                       |                       | Канада    | 3 |               |               |               |               |               |               |               |               |               |               |    |          |                   |           |           |           |           |           |           |           |           |           |        |          |          |          |          |          |          |          |          |       |       |       |
|  |                       |                       |                       |                       |                       |                       |                       |                       |                       |                       |           |   |               |               |               |               |               |               |               |               |               |               |    |          |                   |           |           |           |           |           |           |           |           |           |        |          |          |          |          |          |          |          |          |       |       |       |
|  |                       |                       |                       |                       |                       |                       |                       |                       |                       |                       |           |   |               |               |               |               |               |               |               |               |               |               |    |          |                   |           |           |           |           |           |           |           |           |           |        |          |          |          |          |          |          |          |          |       |       |       |
|  | 4D                    | Канада                | Канада                | Канада                | Канада                | Канада                | Канада                | Канада                | Канада                | 1                     |           |   |               |               |               |               |               |               |               |               |               |               |    |          |                   |           |           |           |           |           |           |           |           |           |        |          |          |          |          |          |          |          |          |       |       |       |
|  | 4D                    | Канада                | Канада                | Канада                | Канада                | Канада                | Канада                | Канада                | Канада                | 1                     |           |   |               |               |               |               |               |               |               |               |               |               |    |          |                   |           |           |           |           |           |           |           |           |           |        |          |          |          |          |          |          |          |          |       |       |       |
|  |                       |                       | 5D                    | Финляндия             | Финляндия             | Финляндия             | Финляндия             | Финляндия             | Финляндия             | Финляндия             | Финляндия | 0 |               |               |               |               |               |               |               |               |               |               |    |          |                   |           |           |           |           |           |           |           |           |           |        |          |          |          |          |          |          |          |          |       |       |       |
|  | 5D                    | Финляндия             | Финляндия             | Финляндия             | Финляндия             | Финляндия             | Финляндия             | Финляндия             | Финляндия             | Финляндия             | Финляндия | 0 | 5             |               |               |               |               |               |               |               |               |               |    |          |                   |           |           |           |           |           |           |           |           |           |        |          |          |          |          |          |          |          |          |       |       |       |
|  | 5D                    | Финляндия             | Финляндия             | Финляндия             | Финляндия             | Финляндия             | Финляндия             | Финляндия             | Финляндия             |                       |           |   | 5             |               |               |               |               |               |               |               |               |               |    |          |                   |           |           |           |           |           |           |           |           |           |        |          |          |          |          |          |          |          |          |       |       |       |
|  | 12D                   | Республика Корея      | Республика Корея      | Республика Корея      | Республика Корея      | Республика Корея      | Республика Корея      | Республика Корея      | Республика Корея      | 2                     |           |   |               |               |               |               |               |               |               |               |               |               |    |          |                   |           |           |           |           |           |           |           |           |           |        |          |          |          |          |          |          |          |          |       |       |       |
|  | 12D                   | Республика Корея      | Республика Корея      | Республика Корея      | Республика Корея      | Республика Корея      | Республика Корея      | Республика Корея      | Республика Корея      | 2                     |           |   |               |               |               |               |               |               |               |               |               |               |    |          |                   |           |           |           |           |           |           |           |           |           | 9D     | Германия | Германия | Германия | Германия | Германия | Германия | Германия | Германия | 3     |       |       |
|  |                       |                       |                       |                       |                       |                       |                       |                       |                       |                       |           |   |               |               |               |               |               |               |               |               |               |               |    |          |                   |           |           |           |           |           |           |           |           |           | 9D     | Германия | Германия | Германия | Германия | Германия | Германия | Германия | Германия | 3     |       |       |
|  |                       |                       | 3D                    | ОСР                   | ОСР                   | ОСР                   | ОСР                   | ОСР                   | ОСР                   | ОСР                   | ОСР       | 4 |               |               |               |               |               |               |               |               |               |               |    |          |                   |           |           |           |           |           |           |           |           |           |        |          |          |          |          |          |          |          |          |       |       |       |
|  |                       |                       |                       |                       |                       |                       |                       |                       |                       |                       | ОСР       | 4 |               |               |               |               |               |               |               |               |               |               |    |          |                   |           |           |           |           |           |           |           |           |           |        |          |          |          |          |          |          |          |          |       |       |       |
|  |                       |                       |                       |                       |                       |                       |                       |                       |                       |                       |           |   |               |               |               |               |               |               |               |               |               |               |    |          |                   |           |           |           |           |           |           |           |           |           |        |          |          |          |          |          |          |          |          |       |       |       |
|  |                       |                       |                       |                       |                       |                       |                       |                       |                       |                       |           |   |               |               |               |               |               |               |               |               |               |               |    |          |                   |           |           |           |           |           |           |           |           |           |        |          |          |          |          |          |          |          |          |       |       |       |
|  | 3D                    | ОСР                   | ОСР                   | ОСР                   | ОСР                   | ОСР                   | ОСР                   | ОСР                   | ОСР                   | 6                     |           |   |               |               |               |               |               |               |               |               |               |               |    |          |                   |           |           |           |           |           |           |           |           |           |        |          |          |          |          |          |          |          |          |       |       |       |
|  | 3D                    | ОСР                   | ОСР                   | ОСР                   | ОСР                   | ОСР                   | ОСР                   | ОСР                   | ОСР                   | 6                     |           |   |               |               |               |               |               |               |               |               |               |               |    |          |                   |           |           |           |           |           |           |           |           |           |        |          |          |          |          |          |          |          |          |       |       |       |
|  |                       |                       | 11D                   | Норвегия              | Норвегия              | Норвегия              | Норвегия              | Норвегия              | Норвегия              | Норвегия              | Норвегия  | 1 |               |               |               |               |               |               |               |               |               |               |    |          |                   |           |           |           |           |           |           |           |           |           |        |          |          |          |          |          |          |          |          |       |       |       |
|  | 6D                    | Словения              | Словения              | Словения              | Словения              | Словения              | Словения              | Словения              | Словения              | Норвегия              | Норвегия  | 1 | 1             |               |               |               |               |               |               |               |               |               |    |          |                   |           |           |           |           |           |           |           |           |           |        |          |          |          |          |          |          |          |          |       |       |       |
|  | 6D                    | Словения              | Словения              | Словения              | Словения              | Словения              | Словения              | Словения              | Словения              |                       |           |   | 1             |               |               |               |               |               |               |               |               |               |    |          |                   |           |           |           |           |           |           |           |           |           |        |          |          |          |          |          |          |          |          |       |       |       |
|  | 11D                   | Норвегия              | Норвегия              | Норвегия              | Норвегия              | Норвегия              | Норвегия              | Норвегия              | Норвегия              | 2                     |           |   |               |               |               |               |               |               |               |               |               |               |    |          |                   |           |           |           |           |           |           |           |           |           |        |          |          |          |          |          |          |          |          |       |       |       |
|  | 11D                   | Норвегия              | Норвегия              | Норвегия              | Норвегия              | Норвегия              | Норвегия              | Норвегия              | Норвегия              | 2                     |           |   |               |               |               |               |               |               |               |               |               |               | 3D | ОСР      | ОСР               | ОСР       | ОСР       | ОСР       | ОСР       | ОСР       | ОСР       | 3         |           |           |        |          |          |          |          |          |          |          |          |       |       |       |
|  |                       |                       |                       |                       |                       |                       |                       |                       |                       |                       |           |   |               |               |               |               |               |               |               |               |               |               | 3D | ОСР      | ОСР               | ОСР       | ОСР       | ОСР       | ОСР       | ОСР       | ОСР       | 3         |           |           |        |          |          |          |          |          |          |          |          |       |       |       |
|  |                       |                       | 2D                    | Чехия                 | Чехия                 | Чехия                 | Чехия                 | Чехия                 | Чехия                 | Чехия                 | Чехия     | 0 |               |               |               |               |               |               |               |               |               |               |    |          |                   |           |           |           |           |           |           |           |           |           |        |          |          |          |          |          |          |          |          |       |       |       |
|  |                       |                       | 2D                    | Чехия                 | Чехия                 | Чехия                 | Чехия                 | Чехия                 | Чехия                 | Чехия                 | Чехия     | 0 |               |               |               |               |               |               |               |               |               |               |    |          | Матч за 3-е место |           |           |           |           |           |           |           |           |           |        |          |          |          |          |          |          |          |          |       |       |       |
|  |                       |                       |                       |                       |                       |                       |                       |                       |                       |                       |           |   |               |               |               |               |               |               |               |               |               |               |    |          |                   |           |           |           |           |           |           |           |           |           |        |          |          |          |          |          |          |          |          |       |       |       |
|  |                       |                       |                       |                       |                       |                       |                       |                       |                       |                       |           |   |               |               |               |               |               |               |               |               |               |               |    |          |                   |           |           |           |           |           |           |           |           |           |        |          |          |          |          |          |          |          |          |       |       |       |
|  | 2D                    | Чехия                 | Чехия                 | Чехия                 | Чехия                 | Чехия                 | Чехия                 | Чехия                 | Чехия                 | 3                     |           |   |               |               |               |               |               |               |               |               |               |               |    |          |                   |           |           |           |           |           |           |           |           |           |        |          |          |          |          |          |          |          |          |       |       |       |
|  | 2D                    | Чехия                 | Чехия                 | Чехия                 | Чехия                 | Чехия                 | Чехия                 | Чехия                 | Чехия                 | 3                     |           |   |               |               |               |               |               |               |               |               |               |               |    |          |                   |           |           |           |           |           |           |           | 4D        | Канада    | Канада | Канада   | Канада   | Канада   | Канада   | Канада   | Канада   | 6        |          |       |       |       |
|  |                       |                       | 7D                    | США                   | США                   | США                   | США                   | США                   | США                   | США                   | США       | 2 |               |               |               |               |               |               |               |               |               |               |    |          |                   |           |           |           |           |           |           |           | 4D        | Канада    | Канада | Канада   | Канада   | Канада   | Канада   | Канада   | Канада   | 6        |          |       |       |       |
|  | 7D                    | США                   | США                   | США                   | США                   | США                   | США                   | США                   | США                   | США                   | США       | 2 | 5             |               |               |               |               |               |               |               |               |               |    |          |                   |           |           | 2D        | Чехия     | Чехия     | Чехия     | Чехия     | Чехия     | Чехия     | Чехия  | Чехия    | 4        |          |          |          |          |          |          |       |       |       |
|  | 7D                    | США                   | США                   | США                   | США                   | США                   | США                   | США                   | США                   |                       |           |   | 5             |               |               |               |               |               |               |               |               |               |    |          |                   |           |           | 2D        | Чехия     | Чехия     | Чехия     | Чехия     | Чехия     | Чехия     | Чехия  | Чехия    | 4        |          |          |          |          |          |          |       |       |       |
|  | 10D                   | Словакия              | Словакия              | Словакия              | Словакия              | Словакия              | Словакия              | Словакия              | Словакия              | 1                     |           |   |               |               |               |               |               |               |               |               |               |               |    |          |                   |           |           |           |           |           |           |           |           |           |        |          |          |          |          |          |          |          |          |       |       |       |

### Квалификация плей-офф
Время местное (UTC+9).
| 20 февраля 2018 12:10 | США | 5:1 (0:0, 3:1, 2:0) | Словакия | Хоккейный центр Каннын Зрителей: 6391 |

| Отчёт | Отчёт                         | Отчёт                                              | Отчёт                 | Отчёт                                                                              |
| --- | ----------------------------- | -------------------------------------------------- | --------------------- | ---------------------------------------------------------------------------------- |
| |                               |                                                    |                       |                                                                                    |
| | Райан Запольски — 00:00-60:00 | Вратари                                            | 00:00-60:00 — Ян Лацо | Судьи: Алекси Рантала Ансси Салонен Линейные судьи: Хенрик Пихллад Сакари Суоминен |
| | Голы:                         |                                                    |                       | Судьи: Алекси Рантала Ансси Салонен Линейные судьи: Хенрик Пихллад Сакари Суоминен |
| Райан Донато — 21:36 (М. Гилрой, Т. Терри) Джеймс Висниевски (бол.) — 22:20 (Т. Терри) Марк Аркобелло — 33:30 (Т. Терри) Гарретт Ро — 49:52 (Б. Литтл, Б. О’Нилл) Райан Донато (бол.) — 56:46 (Д. Висниевски) | 1:0 2:0 3:0 3:1 4:1 5:1       | Петер Черешняк (бол.) — 36:54 (Д. Граняк, Л. Надь) |                       | Судьи: Алекси Рантала Ансси Салонен Линейные судьи: Хенрик Пихллад Сакари Суоминен |
| |                               |                                                    |                       | Судьи: Алекси Рантала Ансси Салонен Линейные судьи: Хенрик Пихллад Сакари Суоминен |
| |                               |                                                    |                       | Судьи: Алекси Рантала Ансси Салонен Линейные судьи: Хенрик Пихллад Сакари Суоминен |
| |                               |                                                    |                       | Судьи: Алекси Рантала Ансси Салонен Линейные судьи: Хенрик Пихллад Сакари Суоминен |
| 8 мин | Штраф                         | 33 мин                                             |                       | Судьи: Алекси Рантала Ансси Салонен Линейные судьи: Хенрик Пихллад Сакари Суоминен |
| |                               |                                                    |                       |                                                                                    |
| | 33                            | Броски                                             | 23                    |                                                                                    |

| 20 февраля 2018 16:40 | Словения | 1:2 (OT) (1:0, 0:0, 0:1, 0:1) | Норвегия | Хоккейный центр Каннын Зрителей: 6312 |

| Отчёт                               | Отчёт                        | Отчёт | Отчёт                     | Отчёт                                                                            |
| ----------------------------------- | ---------------------------- | --- | ------------------------- | -------------------------------------------------------------------------------- |
|                                     |                              | |                           |                                                                                  |
|                                     | Гашпер Крошель — 00:00-63:06 | Вратари | 00:00-63:06 — Ларс Хауген | Судьи: Даниэль Штрикер Тобиас Верли Линейные судьи: Вит Ледерер Мирослав Лхоцкий |
|                                     | Голы:                        | |                           | Судьи: Даниэль Штрикер Тобиас Верли Линейные судьи: Вит Ледерер Мирослав Лхоцкий |
| Ян Урбас (бол.) — 06:38 (Я. Муршак) | 1:0 1:1 1:2                  | 43:06 — Томми Кристиансен (М. Рёймарк, А. Бастиансен) 63:06 — Александр Бонсаксен (М. Россели Ольсен, П. Торесен) |                           | Судьи: Даниэль Штрикер Тобиас Верли Линейные судьи: Вит Ледерер Мирослав Лхоцкий |
|                                     |                              | |                           | Судьи: Даниэль Штрикер Тобиас Верли Линейные судьи: Вит Ледерер Мирослав Лхоцкий |
|                                     |                              | |                           | Судьи: Даниэль Штрикер Тобиас Верли Линейные судьи: Вит Ледерер Мирослав Лхоцкий |
|                                     |                              | |                           | Судьи: Даниэль Штрикер Тобиас Верли Линейные судьи: Вит Ледерер Мирослав Лхоцкий |
| 4 мин                               | Штраф                        | 12 мин |                           | Судьи: Даниэль Штрикер Тобиас Верли Линейные судьи: Вит Ледерер Мирослав Лхоцкий |
|                                     |                              | |                           |                                                                                  |
|                                     | 34                           | Броски | 26                        |                                                                                  |

| 20 февраля 2018 21:10 | Финляндия | 5:2 (1:0, 2:2, 2:0) | Республика Корея | Хоккейный центр Каннын Зрителей: 5409 |

| Отчёт | Отчёт                        | Отчёт                                                                          | Отчёт                                 | Отчёт                                                                       |
| --- | ---------------------------- | ------------------------------------------------------------------------------ | ------------------------------------- | --------------------------------------------------------------------------- |
| |                              |                                                                                |                                       |                                                                             |
| | Микко Коскинен — 00:00-60:00 | Вратари                                                                        | 00:00-57:42 — Мэтт Далтон 59:53-60:00 | Судьи: Роман Гофман Тимоти Майер Линейные судьи: Николас Флури Глеб Лазарев |
| | Голы:                        |                                                                                |                                       | Судьи: Роман Гофман Тимоти Майер Линейные судьи: Николас Флури Глеб Лазарев |
| Петри Контиола (бол.) — 04:42 (Э. Толванен, Й. Кемппайнен) Петри Контиола (бол.) — 23:44 (С. Лепистё, Э. Толванен) Миро Хейсканен — 26:23 (Э. Толванен) Юусо Хиетанен (бол.) — 47:20 (О. Осала, В.-М. Савинайнен) Сакари Маннинен (п.в.) — 59:53 (Ю. Хиетанен, Я. Коскиранта) | 1:0 2:0 3:0 3:1 3:2 4:2 5:2  | 30:06 — Брок Радунске (Э. Реган, Ким Сан Ук) 32:09 — Ан Джин Хви (Син Сан Хун) |                                       | Судьи: Роман Гофман Тимоти Майер Линейные судьи: Николас Флури Глеб Лазарев |
| |                              |                                                                                |                                       | Судьи: Роман Гофман Тимоти Майер Линейные судьи: Николас Флури Глеб Лазарев |
| |                              |                                                                                |                                       | Судьи: Роман Гофман Тимоти Майер Линейные судьи: Николас Флури Глеб Лазарев |
| |                              |                                                                                |                                       | Судьи: Роман Гофман Тимоти Майер Линейные судьи: Николас Флури Глеб Лазарев |
| 2 мин | Штраф                        | 8 мин                                                                          |                                       | Судьи: Роман Гофман Тимоти Майер Линейные судьи: Николас Флури Глеб Лазарев |
| |                              |                                                                                |                                       |                                                                             |
| | 36                           | Броски                                                                         | 19                                    |                                                                             |

| 20 февраля 2018 21:10 | Швейцария | 1:2 (OT) (0:1, 1:0, 0:0, 0:1) | Германия | Квандон Хоккей Центр Зрителей: 2878 |

| Отчёт                                     | Отчёт                      | Отчёт                                                                                                | Отчёт                              | Отчёт                                                                         |
| ----------------------------------------- | -------------------------- | --- | ---------------------------------- | ----------------------------------------------------------------------------- |
|                                           |                            | |                                    |                                                                               |
|                                           | Йонас Хиллер — 00:00-60:26 | Вратари                                                                                              | 00:00-60:26 — Данни аус ден Биркен | Судьи: Ян Грибик Линус Элунд Линейные судьи: Фрейзер Макинтайр Ханну Сормунен |
|                                           | Голы:                      | |                                    | Судьи: Ян Грибик Линус Элунд Линейные судьи: Фрейзер Макинтайр Ханну Сормунен |
| Симон Мозер — 23:40 (А. Амбюль, П. Зутер) | 0:1 :1 1:2                 | 01:19 — Леонард Пфёдерль (бол.) (Ф. Хёрдлер, П. Хагер) 60:26 — Янник Зайденберг (Д. Кагун, Ф. Мауэр) |                                    | Судьи: Ян Грибик Линус Элунд Линейные судьи: Фрейзер Макинтайр Ханну Сормунен |
|                                           |                            | |                                    | Судьи: Ян Грибик Линус Элунд Линейные судьи: Фрейзер Макинтайр Ханну Сормунен |
|                                           |                            | |                                    | Судьи: Ян Грибик Линус Элунд Линейные судьи: Фрейзер Макинтайр Ханну Сормунен |
|                                           |                            | |                                    | Судьи: Ян Грибик Линус Элунд Линейные судьи: Фрейзер Макинтайр Ханну Сормунен |
| 29 мин                                    | Штраф                      | 12 мин                                                                                               |                                    | Судьи: Ян Грибик Линус Элунд Линейные судьи: Фрейзер Макинтайр Ханну Сормунен |
|                                           |                            | |                                    |                                                                               |
|                                           | 21                         | Броски                                                                                               | 25                                 |                                                                               |

### Четвертьфинал
Время местное (UTC+9).
| 21 февраля 2018 12:10 | Чехия | 3:2 (Б) (1:1, 1:1, 0:0, 0:0, 1:0) | США | Хоккейный центр Каннын Зрителей: 2948 |

| Отчёт | Отчёт                        | Отчёт                                                                   | Отчёт                         | Отчёт                                                                       |
| --- | ---------------------------- | ----------------------------------------------------------------------- | ----------------------------- | --------------------------------------------------------------------------- |
| |                              |                                                                         |                               |                                                                             |
| | Павел Францоуз — 00:00-70:00 | Вратари                                                                 | 00:00-70:00 — Райан Запольски | Судьи: Оливье Гуен Линус Элунд Линейные судьи: Роман Кадерли Ханну Сормунен |
| | Голы:                        |                                                                         |                               | Судьи: Оливье Гуен Линус Элунд Линейные судьи: Роман Кадерли Ханну Сормунен |
| Ян Коларж — 15:12 (Я. Коварж) Томаш Кундратек — 28:14 (М. Ружичка, В. Мозик) Петр Коукал (поб. бул.) — 70:00 | 0:1 :1 2:1 2:2 3:2           | 06:20 — Райан Донато (Т. Терри) 30:23 — Джим Слейтер (мен.) (Б. О'Нилл) |                               | Судьи: Оливье Гуен Линус Элунд Линейные судьи: Роман Кадерли Ханну Сормунен |
| |                              |                                                                         |                               | Судьи: Оливье Гуен Линус Элунд Линейные судьи: Роман Кадерли Ханну Сормунен |
| |                              |                                                                         |                               | Судьи: Оливье Гуен Линус Элунд Линейные судьи: Роман Кадерли Ханну Сормунен |
| |                              |                                                                         |                               | Судьи: Оливье Гуен Линус Элунд Линейные судьи: Роман Кадерли Ханну Сормунен |
| 10 мин | Штраф                        | 8 мин                                                                   |                               | Судьи: Оливье Гуен Линус Элунд Линейные судьи: Роман Кадерли Ханну Сормунен |
| |                              |                                                                         |                               |                                                                             |
| | 29                           | Броски                                                                  | 20                            |                                                                             |

| 21 февраля 2018 16:40 | ОСР | 6:1 (3:0, 2:1, 1:0) | Норвегия | Хоккейный центр Каннын Зрителей: 3553 |

| Отчёт | Отчёт                          | Отчёт                                               | Отчёт                                                    | Отчёт                                                                        |
| --- | ------------------------------ | --------------------------------------------------- | -------------------------------------------------------- | ---------------------------------------------------------------------------- |
| |                                |                                                     |                                                          |                                                                              |
| | Василий Кошечкин — 00:00-60:00 | Вратари                                             | 00:00-20:00 — Ларс Хауген 20:00-60:00 — Хенрик Хёукеланд | Судьи: Ян Грибик Тимоти Майер Линейные судьи: Лукас Кохмюллер Джадсон Риттер |
| | Голы:                          |                                                     |                                                          | Судьи: Ян Грибик Тимоти Майер Линейные судьи: Лукас Кохмюллер Джадсон Риттер |
| Михаил Григоренко — 08:54 (И. Каблуков, И. Телегин) Никита Гусев (бол.) — 13:25 (С. Мозякин, П. Дацюк) Вячеслав Войнов — 19:20 (Н. Гусев, К. Капризов) Сергей Калинин (бол.) — 28:35 (И. Ковальчук, В. Войнов) Никита Нестеров (бол.) — 33:06 (Н. Гусев, П. Дацюк) Иван Телегин — 53:15 (М. Григоренко, И. Каблуков) | 1:0 2:0 3:0 3:1 4:1 5:1 6:1    | 27:21 — Александер Бонсаксен (М. Олимб, К.А. Олимб) |                                                          | Судьи: Ян Грибик Тимоти Майер Линейные судьи: Лукас Кохмюллер Джадсон Риттер |
| |                                |                                                     |                                                          | Судьи: Ян Грибик Тимоти Майер Линейные судьи: Лукас Кохмюллер Джадсон Риттер |
| |                                |                                                     |                                                          | Судьи: Ян Грибик Тимоти Майер Линейные судьи: Лукас Кохмюллер Джадсон Риттер |
| |                                |                                                     |                                                          | Судьи: Ян Грибик Тимоти Майер Линейные судьи: Лукас Кохмюллер Джадсон Риттер |
| 10 мин | Штраф                          | 10 мин                                              |                                                          | Судьи: Ян Грибик Тимоти Майер Линейные судьи: Лукас Кохмюллер Джадсон Риттер |
| |                                |                                                     |                                                          |                                                                              |
| | 32                             | Броски                                              | 14                                                       |                                                                              |

| 21 февраля 2018 21:10 | Канада | 1:0 (0:0, 0:0, 1:0) | Финляндия | Хоккейный центр Каннын Зрителей: 2265 |

| Отчёт                           | Отчёт                                                | Отчёт   | Отчёт                        | Отчёт                                                                                |
| ------------------------------- | ---------------------------------------------------- | ------- | ---------------------------- | ------------------------------------------------------------------------------------ |
|                                 |                                                      |         |                              |                                                                                      |
|                                 | Бен Скривенс — 00:00-24:17 Кевин Пулен — 24:17-60:00 | Вратари | 00:00-58:30 — Микко Коскинен | Судьи: Антонин Ержабек Константин Оленин Линейные судьи: Глеб Лазарев Хенрик Пихллад |
|                                 | Голы:                                                |         |                              | Судьи: Антонин Ержабек Константин Оленин Линейные судьи: Глеб Лазарев Хенрик Пихллад |
| Максим Норо — 40:55 (Э. О'Делл) | 1:0                                                  |         |                              | Судьи: Антонин Ержабек Константин Оленин Линейные судьи: Глеб Лазарев Хенрик Пихллад |
|                                 |                                                      |         |                              | Судьи: Антонин Ержабек Константин Оленин Линейные судьи: Глеб Лазарев Хенрик Пихллад |
|                                 |                                                      |         |                              | Судьи: Антонин Ержабек Константин Оленин Линейные судьи: Глеб Лазарев Хенрик Пихллад |
|                                 |                                                      |         |                              | Судьи: Антонин Ержабек Константин Оленин Линейные судьи: Глеб Лазарев Хенрик Пихллад |
| 6 мин                           | Штраф                                                | 4 мин   |                              | Судьи: Антонин Ержабек Константин Оленин Линейные судьи: Глеб Лазарев Хенрик Пихллад |
|                                 |                                                      |         |                              |                                                                                      |
|                                 | 30                                                   | Броски  | 21                           |                                                                                      |

| 21 февраля 2018 21:10 | Швеция | 3:4 (ОТ) (0:2, 0:0, 3:1, 0:1) | Германия | Квандон Хоккей Центр Зрителей: 2092 |

| Отчёт | Отчёт                       | Отчёт | Отчёт                              | Отчёт                                                                              |
| --- | --------------------------- | --- | ---------------------------------- | ---------------------------------------------------------------------------------- |
| |                             | |                                    |                                                                                    |
| | Виктор Фаст — 00:00-61:30   | Вратари | 00:00-61:30 — Данни аус ден Биркен | Судьи: Марк Лемелин Алекси Рантала Линейные судьи: Мирослав Лхоцкий Натан Ваностен |
| | Голы:                       | |                                    | Судьи: Марк Лемелин Алекси Рантала Линейные судьи: Мирослав Лхоцкий Натан Ваностен |
| Антон Ландер — 46:25 (Р. Далин, Л. Умарк) Патрик Херсли (бол.) — 49:35 (Л. Умарк, М. Викстранд) Микаэль Викстранд— 51:37 (П. Закриссон) | 0:1 0:2 1:2 1:3 2:3 3:3 3:4 | 13:48 — Кристиан Эрхофф (бол.) (П. Хагер, Ф. Шюц) 14:17 — Марсель Нёбельс (М. Кинк) 48:28 — Доминик Кагун (Ф. Мауэр) 61:30 — Патрик Раймер (Я. Эхлиз, Д. Бойл) |                                    | Судьи: Марк Лемелин Алекси Рантала Линейные судьи: Мирослав Лхоцкий Натан Ваностен |
| |                             | |                                    | Судьи: Марк Лемелин Алекси Рантала Линейные судьи: Мирослав Лхоцкий Натан Ваностен |
| |                             | |                                    | Судьи: Марк Лемелин Алекси Рантала Линейные судьи: Мирослав Лхоцкий Натан Ваностен |
| |                             | |                                    | Судьи: Марк Лемелин Алекси Рантала Линейные судьи: Мирослав Лхоцкий Натан Ваностен |
| 4 мин | Штраф                       | 6 мин |                                    | Судьи: Марк Лемелин Алекси Рантала Линейные судьи: Мирослав Лхоцкий Натан Ваностен |
| |                             | |                                    |                                                                                    |
| | 34                          | Броски | 25                                 |                                                                                    |

### Полуфинал
Время местное (UTC+9).
| 23 февраля 2018 16:40 | Чехия | 0:3 (0:0, 0:2, 0:1) | ОСР | Хоккейный центр Каннын Зрителей: 4330 |

| Отчёт | Отчёт                                    | Отчёт | Отчёт                          | Отчёт                                                                            |
| ----- | ---------------------------------------- | --- | ------------------------------ | -------------------------------------------------------------------------------- |
|       |                                          | |                                |                                                                                  |
|       | Павел Францоуз — 00:00-57:50 59:39-60:00 | Вратари | 00:00-60:00 — Василий Кошечкин | Судьи: Бретт Айверсон Марк Лемелин Линейные судьи: Джимми Дахмен Сакари Суоминен |
|       | Голы:                                    | |                                | Судьи: Бретт Айверсон Марк Лемелин Линейные судьи: Джимми Дахмен Сакари Суоминен |
|       | 0:1 0:2 0:3                              | 27:47 — Никита Гусев (П. Дацюк) 28:14 — Владислав Гавриков (И. Телегин, М. Григоренко) 59:39 — Илья Ковальчук (п.в.) (А. Зуб, А. Зубарев) |                                | Судьи: Бретт Айверсон Марк Лемелин Линейные судьи: Джимми Дахмен Сакари Суоминен |
|       |                                          | |                                | Судьи: Бретт Айверсон Марк Лемелин Линейные судьи: Джимми Дахмен Сакари Суоминен |
|       |                                          | |                                | Судьи: Бретт Айверсон Марк Лемелин Линейные судьи: Джимми Дахмен Сакари Суоминен |
|       |                                          | |                                | Судьи: Бретт Айверсон Марк Лемелин Линейные судьи: Джимми Дахмен Сакари Суоминен |
| 6 мин | Штраф                                    | 10 мин |                                | Судьи: Бретт Айверсон Марк Лемелин Линейные судьи: Джимми Дахмен Сакари Суоминен |
|       |                                          | |                                |                                                                                  |
|       | 31                                       | Броски | 22                             |                                                                                  |

| 23 февраля 2018 21:10 | Канада | 3:4 (0:1, 1:3, 2:0) | Германия | Хоккейный центр Каннын Зрителей: 4057 |

| Отчёт | Отчёт                                 | Отчёт | Отчёт                              | Отчёт                                                                               |
| --- | ------------------------------------- | --- | ---------------------------------- | ----------------------------------------------------------------------------------- |
| |                                       | |                                    |                                                                                     |
| | Кевин Пулен — 00:00-57:38 57:51-58:24 | Вратари | 00:00-60:00 — Данни аус ден Биркен | Судьи: Йозеф Кубуш Тимоти Майер Линейные судьи: Фрейзер Макинтайр Александр Отмахов |
| | Голы:                                 | |                                    | Судьи: Йозеф Кубуш Тимоти Майер Линейные судьи: Фрейзер Макинтайр Александр Отмахов |
| Жильбер Брюле (бол.) — 28:17 (К. Ли, М. Норо) Мэт Робинсон — 42:42 (К. Томас, М. Рэймонд) Дерек Рой (бол.) — 49:42 (К. Ли, М. Норо) | 0:1 0:2 0:3 1:3 1:4 2:4 3:4           | 14:43 — Брукс Мацек (бол.) (Д. Кахун) 23:21 — Маттиас Плахта (П. Хагер) 26:49 — Франк Мауэр (М. Гоч, Д. Вольф) 32:31 — Патрик Хагер (бол.) (М. Плахта, Ф. Шютц) |                                    | Судьи: Йозеф Кубуш Тимоти Майер Линейные судьи: Фрейзер Макинтайр Александр Отмахов |
| |                                       | |                                    | Судьи: Йозеф Кубуш Тимоти Майер Линейные судьи: Фрейзер Макинтайр Александр Отмахов |
| |                                       | |                                    | Судьи: Йозеф Кубуш Тимоти Майер Линейные судьи: Фрейзер Макинтайр Александр Отмахов |
| |                                       | |                                    | Судьи: Йозеф Кубуш Тимоти Майер Линейные судьи: Фрейзер Макинтайр Александр Отмахов |
| 33 мин | Штраф                                 | 12 мин |                                    | Судьи: Йозеф Кубуш Тимоти Майер Линейные судьи: Фрейзер Макинтайр Александр Отмахов |
| |                                       | |                                    |                                                                                     |
| | 31                                    | Броски | 15                                 |                                                                                     |

### Матч за 3-е место
Время местное (UTC+9).
| 24 февраля 2018 21:10 | Чехия | 4:6 (1:3, 0:0, 3:3) | Канада | Хоккейный центр Каннын Зрителей: 4807 |

| Отчёт | Отчёт                                    | Отчёт | Отчёт                     | Отчёт                                                                                     |
| --- | ---------------------------------------- | --- | ------------------------- | ----------------------------------------------------------------------------------------- |
| |                                          | |                           |                                                                                           |
| | Павел Францоуз — 00:00-57:00 57:55-58:16 | Вратари | 00:00-60:00 — Кевин Пулен | Судьи: Тимоти Майер Константин Оленин Линейные судьи: Фрейзер Макинтайр Александр Отмахов |
| | Голы:                                    | |                           | Судьи: Тимоти Майер Константин Оленин Линейные судьи: Фрейзер Макинтайр Александр Отмахов |
| Мартин Ружичка — 09:13 (Р. Червенка) Ян Коварж — 46:36 (Р. Горак, М. Ржепик) Роман Червенка — 56:26 (Я. Накладал, Т. Мертл) Роман Червенка (бол.) — 57:55 (Р. Горак, В. Мозик) | 0:1 :1 1:2 1:3 1:4 2:4 2:5 2:6 3:6 4:6   | 08:57 — Эндрю Эббетт (бол.) (М. Робинсон, М.-А. Граньяни) 09:28 — Крис Келли (К. Голубеф, Р. Клинкхаммер) 15:57 — Дерек Рой (Б. Козун, Р. Бурк) 45:50 — Эндрю Эббетт (Б. Козун, К. Голубеф) 49:37 — Крис Келли (Р. Клинкхаммер) 55:23 — Войтек Вольски (К. Хауден) |                           | Судьи: Тимоти Майер Константин Оленин Линейные судьи: Фрейзер Макинтайр Александр Отмахов |
| |                                          | |                           | Судьи: Тимоти Майер Константин Оленин Линейные судьи: Фрейзер Макинтайр Александр Отмахов |
| |                                          | |                           | Судьи: Тимоти Майер Константин Оленин Линейные судьи: Фрейзер Макинтайр Александр Отмахов |
| |                                          | |                           | Судьи: Тимоти Майер Константин Оленин Линейные судьи: Фрейзер Макинтайр Александр Отмахов |
| 4 мин | Штраф                                    | 4 мин |                           | Судьи: Тимоти Майер Константин Оленин Линейные судьи: Фрейзер Макинтайр Александр Отмахов |
| |                                          | |                           |                                                                                           |
| | 34                                       | Броски | 26                        |                                                                                           |

### Финал
До начала матча фаворитом считалась сборная ОСР. Аншлага на матче не было, арена была заполнена приблизительтельно на 50 %. 
В первом периоде команда ОСР нанесла вдвое больше бросков, чем соперники, но счёт был открыт лишь за секунду до конца периода — отличился защитник Вячеслав Войнов. В середине второго периода Германия сравняла счёт усилиями форварда Феликса Шютца. На 54-й минуте матча Никита Гусев вновь вывел команду ОСР вперёд, но уже через 10 секунд Доминик Кахун сравнял счёт. А ещё через три минуты Йонас Мюллер впервые вывел Германию вперёд. За 2:11 до конца третьего периода был удалён нападающий команды ОСР Сергей Калинин, что поставило команду ОСР на грань поражения. За 1,5 минуты до конца матча команда ОСР сняла вратаря и сумела перевести шайбу в зону Германии. За 56 секунд до конца третьего периода Никита Гусев сравнял счёт (3:3). 
В овертайме команды играли с акцентом на оборону. На 10-й минуте был удалён один из наиболее опытных хоккеистов в составе сборной Германии 35-летний Патрик Раймер. Через 29 секунд сборной ОСР удалось реализовать большинство — с передач Никиты Гусева и Вячеслава Войнова шайбу забросил Кирилл Капризов. По 4 очка в матче набрали Никита Гусев (2+2) и Кирилл Капризов (1+3).
| 25 февраля 2018 13:10 (UTC+9) | ОСР | 4:3 (ОТ) (1:0, 0:1, 2:2, 1:0) | Германия | Хоккейный центр Каннын Зрителей: 5075 |

| Отчёт | Отчёт                                      | Отчёт | Отчёт                            | Отчёт                                                                            |
| --- | ------------------------------------------ | --- | -------------------------------- | -------------------------------------------------------------------------------- |
| |                                            | |                                  |                                                                                  |
| | Василий Кошечкин — 00:00—58:37 59:04—69:40 | Вратари | 00:00—69:40 Данни аус ден Биркен | Судьи: Марк Лемелин Алекси Рантала Линейные судьи: Джимми Дахмен Сакари Суоминен |
| | Голы:                                      | |                                  | Судьи: Марк Лемелин Алекси Рантала Линейные судьи: Джимми Дахмен Сакари Суоминен |
| Вячеслав Войнов — 19:59 (Н. Гусев, К. Капризов) Никита Гусев — 53:21 (К. Капризов, П. Дацюк) Никита Гусев (мен.) — 59:04 (А. Зуб, К. Капризов) Кирилл Капризов (бол.) — 69:40 (В. Войнов, Н. Гусев) | 1:0 1:1 2:1 2:2 2:3 :3 4:3                 | 29:32 — Феликс Шютц (Б. Мацек, П. Хагер) 53:31 — Доминик Кахун (Ф. Мауэр, Я. Элиц) 56:44 — Йонас Мюллер (Ф. Хёрдлер, Я. Элиц) |                                  | Судьи: Марк Лемелин Алекси Рантала Линейные судьи: Джимми Дахмен Сакари Суоминен |
| |                                            | |                                  | Судьи: Марк Лемелин Алекси Рантала Линейные судьи: Джимми Дахмен Сакари Суоминен |
| |                                            | |                                  | Судьи: Марк Лемелин Алекси Рантала Линейные судьи: Джимми Дахмен Сакари Суоминен |
| |                                            | |                                  | Судьи: Марк Лемелин Алекси Рантала Линейные судьи: Джимми Дахмен Сакари Суоминен |
| 4 (2+0+2+0) мин | Штраф                                      | 6 (2+2+0+2) мин |                                  | Судьи: Марк Лемелин Алекси Рантала Линейные судьи: Джимми Дахмен Сакари Суоминен |
| |                                            | |                                  |                                                                                  |
| | 30 (12+9+7+2)                              | Броски | 25 (6+8+10+1)                    |                                                                                  |

## Рейтинг и статистика

### Итоговое положение команд
| М   | Сборная                          |
| --- | -------------------------------- |
| 1   | Олимпийские спортсмены из России |
| 2   | Германия                         |
| 3   | Канада                           |
| 4.  | Чехия                            |
| 5.  | Швеция                           |
| 6.  | Финляндия                        |
| 7.  | США                              |
| 8.  | Норвегия                         |
| 9.  | Словения                         |
| 10. | Швейцария                        |
| 11. | Словакия                         |
| 12. | Республика Корея                 |

| Олимпийский чемпион 2018                                |
| ------------------------------------------------------- |
| Олимпийские спортсмены из России Первый (девятый) титул |

## Статистика турнира

### Лучшие бомбардиры
| Игрок           | И | Г | П | О  | +/− | Штр |
| --------------- | - | - | - | -- | --- | --- |
| Никита Гусев    | 6 | 4 | 8 | 12 | +7  | 4   |
| Кирилл Капризов | 6 | 5 | 4 | 9  | +7  | 2   |
| Ээли Толванен   | 5 | 3 | 6 | 9  | +1  | 4   |
| Илья Ковальчук  | 6 | 5 | 2 | 7  | +5  | 4   |
| Патрик Хагер    | 7 | 3 | 4 | 7  | -3  | 4   |
| Максим Норо     | 6 | 2 | 5 | 7  | +3  | 0   |
| Дерек Рой       | 6 | 2 | 5 | 7  | -2  | 8   |
| Линус Умарк     | 4 | 0 | 7 | 7  | +6  | 0   |
| Райан Донато    | 5 | 5 | 1 | 6  | -1  | 2   |
| Ян Муршак       | 4 | 3 | 3 | 6  | -1  | 0   |

Примечание: И = Количество проведённых игр; Г = Голы; П = Голевые передачи; О = Очки; +/− = Плюс-минус; Штр = Штрафное время
Источник: IIHF.com

### Лучшие вратари
В список включены пять лучших вратарей, сыгравшие не менее 40 % от всего игрового времени своей сборной.
| М | Игрок            | В      | ПШ | КН   | Бр  | %ОБ   | И"0" |
| - | ---------------- | ------ | -- | ---- | --- | ----- | ---- |
| 1 | Йонас Хиллер     | 211:19 | 4  | 1.14 | 91  | 95.60 | 1    |
| 2 | Василий Кошечкин | 348:08 | 8  | 1.38 | 126 | 93.65 | 2    |
| 3 | Микко Коскинен   | 296:38 | 8  | 1.62 | 117 | 93.16 | 0    |
| 4 | Гашпер Крошель   | 188:44 | 6  | 1.91 | 87  | 93.10 | 0    |
| 5 | Бен Скривенс     | 149:17 | 4  | 1.61 | 56  | 92.86 | 0    |

Примечание: М — Место в рейтинге; В = Количество сыгранных минут; ПШ = Пропущено шайб; КН = Коэффициент надёжности; Бр = Броски; %ОБ = Процент отражённых бросков; И"0" = «Сухие игры»
Источник: IIHF.com

### Индивидуальные награды
| Вратарь    | Данни аус ден Биркен |
| Защитник   | Вячеслав Войнов      |
| Нападающий | Никита Гусев         |

| Вратарь    | Василий Кошечкин |
| Защитник   | Вячеслав Войнов  |
| Защитник   | Максим Норо      |
| Нападающий | Илья Ковальчук   |
| Нападающий | Павел Дацюк      |
| Нападающий | Ээли Толванен    |

| И. Ковальчук Э. Толванен П. Дацюк М. Норо В. Войнов В. Кошечкин |
| Символическая сборная                                           |